# Hercules Pieterszoon Seghers

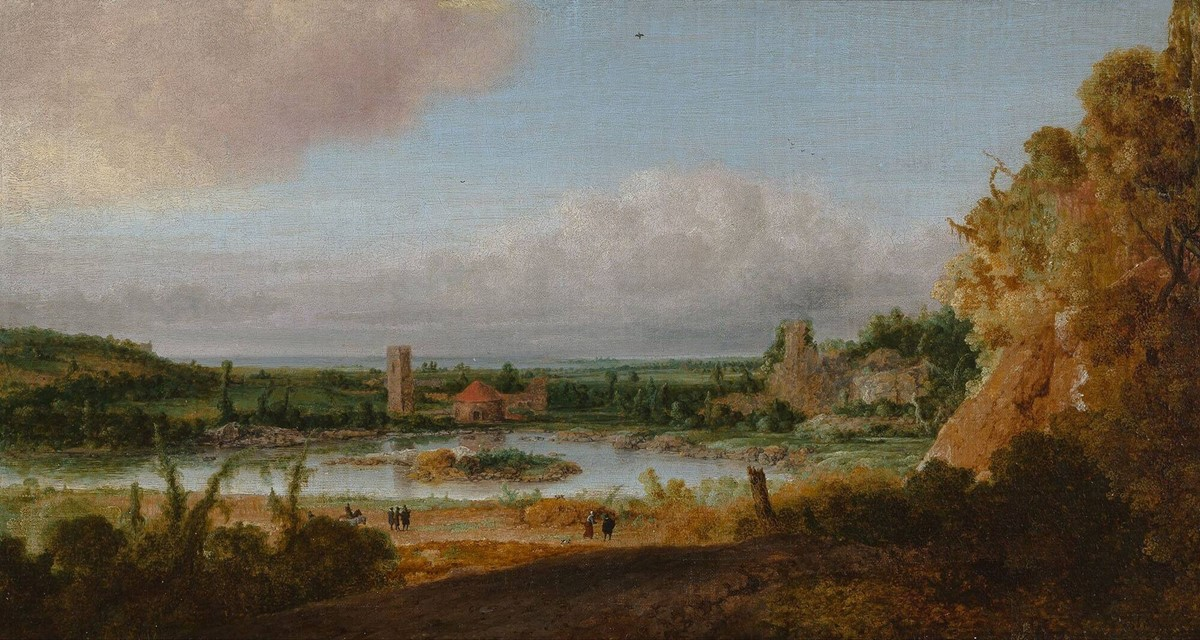
Hercules Seghers – Landschaft

Hercules Pieterszoon Seghers, auch Hercules Pietersz Segers (* um 1590 in Haarlem, Niederlande; † um 1638 in Amsterdam), war ein niederländischer Maler und Radierer.

## Werk
Seghers experimentierte mit verschiedenen Radiertechniken und stellte vorzüglich Landschaften dar. Sein Werk gibt noch heute Rätsel auf. Es lassen sich jedoch Einflüsse bei Rembrandt nachweisen. 
Heute sind von ihm nur noch 183 Radierungen mit 54 verschiedenen Motiven und zehn Gemälde bekannt.

## Ausstellungen
- Die Farbradierungen des Hercules Seghers. Kupferstichkabinett Berlin, 2013.
- Werner Herzog & Hercules Segers – Seelenlandschaften. Wallraf-Richartz-Museum & Fondation Corboud, 2015.